# Judo-Europameisterschaften 1996
Die Judo-Europameisterschaften 1996 fanden vom 16. bis zum 19. Mai in Den Haag statt. Es waren die ersten Judo-Europameisterschaften in den Niederlanden seit 1972 (Männer in Voorburg), beziehungsweise 1979 (Frauen in Kerkrade). Das Gastgeberland hatte schon im Vorjahr den Medaillenspiegel angeführt, vor heimischem Publikum stellten die Niederlande nun fünf Titelträger.
Paweł Nastula und Ulla Werbrouck im Halbschwergewicht sowie Yolanda Soler im Superleichtgewicht konnten ihren dritten Titel in Folge gewinnen. Angelique Seriese gewann ihren fünften Titel in Folge, allerdings wechselte sie zwischen dem Schwergewicht und der offenen Klasse.

## Ergebnisse

### Männer
| Gewichtsklasse                 | Gold                   | Silber            | Bronze                                      |
| ------------------------------ | ---------------------- | ----------------- | ------------------------------------------- |
| Superleichtgewicht (bis 60 kg) | Giorgi Wasagaschwili   | Nigel Donohue     | Girolamo Giovinazzo Franck Chambilly        |
| Halbleichtgewicht (bis 65 kg)  | Georgi Rewasischwili   | Julian Davies     | Peter Schlatter Larbi Benboudaoud           |
| Leichtgewicht (bis 71 kg)      | Danny Kingston         | Thomas Schleicher | Ilja Tschimtschiuri Christophe Gagliano     |
| Halbmittelgewicht (bis 78 kg)  | Djamel Bouras          | Oleg Kretsul      | Konstantin Sawtschischkin Patrick Reiter    |
| Mittelgewicht (bis 86 kg)      | Mark Huizinga          | Oleg Malzew       | Sergei Klischin Ryan Birch                  |
| Halbschwergewicht (bis 95 kg)  | Paweł Nastula          | Pedro Soares      | Dmitri Sergejew Ghislain Lemaire            |
| Schwergewicht (über 95 kg)     | Dawit Chachaleischwili | Sergei Kossorotow | Rafał Kubacki Selim Tataroğlu               |
| Offene Klasse                  | Indrek Pertelson       | Selim Tataroğlu   | Harry Van Barneveld Ramas Tschotschischwili |

### Frauen
| Gewichtsklasse                 | Gold                | Silber                  | Bronze                                 |
| ------------------------------ | ------------------- | ----------------------- | -------------------------------------- |
| Superleichtgewicht (bis 48 kg) | Yolanda Soler       | Jana Perlberg           | Laura Moise-Moricz Giovanna Tortora    |
| Halbleichtgewicht (bis 52 kg)  | Sharon Rendle       | Alessandra Giungi       | Nicole Flagothier Marie-Claire Restoux |
| Leichtgewicht (bis 56 kg)      | Jessica Gal         | Maria Pekli             | Magali Baton Isabel Fernández          |
| Halbmittelgewicht (bis 61 kg)  | Gella Vandecaveye   | Catherine Fleury-Vachon | Jenny Gal Diane Bell                   |
| Mittelgewicht (bis 66 kg)      | Claudia Zwiers      | Emanuela Pierantozzi    | Helena Štusáková Anja von Rekowski     |
| Halbschwergewicht (bis 72 kg)  | Ulla Werbrouck      | Karin Kienhuis          | Hannah Ertel Estha Essombe             |
| Schwergewicht (über 72 kg)     | Angelique Seriese   | Johanna Hagn            | Swetlana Gundarenko Michelle Rogers    |
| Offene Klasse                  | Monique van der Lee | Donata Burgatta         | Irina Rodina Simona Richter            |

## Medaillenspiegel
| Rang | Land                   | Gold | Silber | Bronze | Gesamt |
| ---- | ---------------------- | ---- | ------ | ------ | ------ |
| 1    | Niederlande            | 5    | 1      | 1      | 7      |
| 2    | Georgien               | 3    | –      | 1      | 4      |
| 3    | Vereinigtes Königreich | 2    | 2      | 3      | 7      |
| 4    | Belgien                | 2    | –      | 2      | 4      |
| 5    | Frankreich             | 1    | 1      | 7      | 9      |
| 6    | Polen                  | 1    | –      | 1      | 2      |
| 6    | Spanien                | 1    | –      | 1      | 2      |
| 8    | Estland                | 1    | –      | –      | 1      |
| 9    | Italien                | –    | 3      | 2      | 5      |
| 10   | Russland               | –    | 2      | 4      | 6      |
| 11   | Deutschland            | –    | 2      | 3      | 5      |
| 12   | Österreich             | –    | 1      | 2      | 3      |
| 13   | Türkei                 | –    | 1      | 1      | 2      |
| 14   | Moldau                 | –    | 1      | –      | 1      |
| 14   | Portugal               | –    | 1      | –      | 1      |
| 14   | Ungarn                 | –    | 1      | –      | 1      |
| 17   | Rumänien               | –    | -      | 2      | 2      |
| 18   | Tschechien             | –    | -      | 1      | 1      |
| 18   | Ukraine                | –    | -      | 1      | 1      |
|      | Total                  | 16   | 16     | 32     | 64     |